# 克魯格洛耶區
克魯格洛耶區是白俄羅斯東部莫吉廖夫州的一個區，行政中心为克鲁格洛耶，面積881.81平方公里，2009年人口15,761，人口密度每平方公里17.87人。